# Goldkronacher Forst
Goldkronacher Forst – dawny obszar wolny administracyjnie (gemeindefreies Gebiet) w Niemczech w kraju związkowym Bawaria, w rejencji Górna Frankonia, w regionie Oberfranken-Ost, w powiecie Bayreuth. Obszar był niezamieszkany.
1 stycznia 2019 teren obszaru podzielono pomiędzy miasta Bad Berneck im Fichtelgebirge (4,69 km²) i Goldkronach (7,44 km²) oraz gminę Warmensteinach (5,89 km²).